# Вилохвістка
Вилохві́стка (Enicurus) — рід горобцеподібних птахів родини мухоловкових (Muscicapidae). Представники цього роду мешкають в Гімалаях і Південно-Східній Азії. 

## Опис
Вилохвістки — це невеликі і середнього розміру птахи, їх середня довжина становить 12-28 см, а вага 11-53 г. Вони мають контрасте чорно-біле забарвлення і довгі, роздвоєні хвости. Вилохвістки живуть в лісах, на берегах струмків і річок, гніздяться в тріщинах серед скель. В кладці 2-3 яйця. Найближчими родичами вилохвісток є аренги з роду Myophonus.

## Таксономія і систематика
Раніше вилохвісток відносили до родини дроздових (Turdidae), однак за результатами низки молекулярно-генетичних досліджень їх було переведено до родини мухоловкових.

## Види
Виділяють вісім видів:
- Вилохвістка гірська (Enicurus scouleri)
- Вилохвістка сіра (Enicurus velatus)
- Вилохвістка рудоголова (Enicurus ruficapillus)
- Вилохвістка чорноспинна (Enicurus immaculatus)
- Вилохвістка маскова (Enicurus schistaceus)
- Вилохвістка білочуба (Enicurus leschenaulti)
- Вилохвістка борнейська (Enicurus borneensis)[7]
- Вилохвістка плямиста (Enicurus maculatus)

## Етимологія
Наукова назва роду Enicurus походить від сполучення слів дав.-гр. ἑνικος — поодинокий і ουρα — хвіст.